# Malleevisslare
Malleevisslare (Pachycephala rufogularis) är en fågel i familjen visslare inom ordningen tättingar.

## Utseende och läte
Malleevisslaren är en knubbig sångfågel med kraftig svart näbb. Hanen har ljusorange på strupen, men även ovan näbben. Bröstet är grått, buken något ljusare. Honan har en liknande dräkt, men färgerna är mer dämpade och blekare. Svarttyglad visslare är svartare framför ögat och inget orange ovan näbben. Bland de många lätena hörs ett upprepat "chew-chew-chew-chew", ett "eee-chong" likt rostbukig visslare och andra melodiska visslingar. 

## Utbredning och systematik
Fågeln återfinns i sydöstra South Australia, närliggande nordvästra Victoria och sydvästra och centrala New South Wales.

## Status
Malleevisslaren har en liten världspopulation som uppskattas till endast mellan 1000 och 5000 vuxna individer. Det begränsade utbredningsområdet krymper till följd av torka och bränder. Internationella naturvårdsunionen IUCN kategoriserar arten som sårbar.